# Heavy Iron Studios
Heavy Iron Studios è una società indipendente di videogiochi, con sede a Los Angeles. Era una società interamente controllata da THQ fino ad una scissione con una società indipendente nel maggio 2009 come parte di un movimento di riduzione dei costi.
Nel 2007, Heavy Iron Studios ha ingaggiato Marc Vulcano, un ex Character Animator presso Sony Pictures Imageworks e direttore dell'animazione di Big Idea Productions. In seguito è divenuto direttore dello studio di animazione.

## Giochi sviluppati
- Evil Dead: Hail to the King (PlayStation/Dreamcast/PC - 2001)
- Scooby-Doo! Night of 100 Frights (PlayStation 2/Gamecube/Xbox - 2002)
- SpongeBob SquarePants: Battle for Bikini Bottom (PlayStation 2/Gamecube/Xbox - 2003)
- SpongeBob SquarePants: Il film (PlayStation 2/Gamecube/Xbox - 2004)
- Gli Incredibili (PlayStation 2/Gamecube/Xbox - 2004)
- Gli Incredibili: L'Ascesa del Minatore (PlayStation 2/Gamecube/Xbox - 2005)
- Ratatouille (PlayStation 3/Xbox 360 - 2007)
- WALL-E (PlayStation 3/Xbox 360/Wii - 2008)
- Up (PlayStation 3/Xbox 360/Wii - 2009)
- SpongeBob's Truth or Square (Xbox 360/Wii/PSP - 2009)
- UFC Personal Trainer (PlayStation 3/Xbox 360/Wii - 2011)
- I Griffin: Ritorno al multiverso (PlayStation 3/Xbox 360/PC - 2012)
- Harley Pasternak's Hollywood Workout (Xbox 360/Wii - 2012)[2]

### Giochi co-sviluppati
- South Park: Il bastone della verità (PC/Xbox 360/PS3 - 2014)
- Disney Epic Mickey 2: L'avventura di Topolino e Oswald (Wii U - 2012)
- Disney Infinity (Wii U/Wii - 2013)
- Disney Infinity 2.0: Marvel Super Heroes (PC/Wii U/iOS - 2014)
- Disney Infinity: Toy Box (PC/iPad - 2014)
- Disney Infinity 3.0 (PC/Wii U/iOS - 2015)